# Handicap
Handicap är ett samlingsnamn för metoder att utjämna skillnader i färdighet mellan tävlande, till exempel i sport.

## Etymologi
Ordet kommer från engelskans hand in cap, "handen i mössan", som var ett hasardspel där spelarna lade pengar i en mössa.

## Handicap i olika sporter
- Handicap (golf)
- Handicap (hästkapplöpning)
- Leading Yard Stick (kappsegling)